# Egon Dust
Egon Dust, vlastním jménem Andrej Horňák (* 11. listopadu 1981, Nové Mesto nad Váhom, Československo), je slovenský kabaretní performer, hudebník, skladatel, raper.

## Biografie
V roce 1998 založil první hip-hoppovou skupinu v Novém Městě nad Váhom s názvem Sykdikat. V letech 2000 až 2003 byl členem hip-hoppové skupiny Jednota a od roku 2012 začal působit jako sólový interpret se skupinou Crashdolls. Následně začal dělat rockovou hudbu s kytaristou Laymonem, se kterým založil Egon Dust & The Wizards. V roce 2007 společně vydali album Hrady z piesku a v roce 2009 vydali Príbeh Leandra Vanitasa, který pojednává o příběhu rockové hvězdy a komickém hrdinovi Leandrovi Vanitasovi (inspirován Davidem Bowiem a space-rockem). Egon byl také hostem gothického projektu Stranger's diary (Milan Petkanič), Mariána Greksu a dark-popového interpreta Josepha Steineckra. V roce 2010 začal svou sólovou kariéru, ve které kombinuje rock se swingem, šansonem a kabaretem. V roce 2014 nahrál nové album Kabaret Život   a se skladbami premiéruje v alternativním rádiu Bunker.
V roce 2018 začal spolupracovat s multiinstrumentalistou Marošem Plávkoua také s mladým bubeníkem Ondřejem Bobockým  a kapelami The Tricksters a Arma_Ros. Pracuje na autobiografické knize.
.

## Diskografie
- Jednota: Nadhľad, Dust Syndicate, 2001
- Crashdolls: Promo, Musae Polymnia, 2005
- Crashdolls: Promo, Musae Polymnia, 2006[12]
- Egon Dust a Laymon: Hrady z piesku, album, Dust Syndicate, 2007 [13]
- Egon Dust & THe Wizards: Príbeh Leandra Vanitasa, album, Dust Syndicate, 2009
- Egon Dust: Swingers Párty/František Cassanova, single 2013
- Egon Dust & Joseph Steinecker: Trully Art, singl, 2012
- Egon Dust: Florián/Slušný chlapec, singl, 2013
- Egon Dust: Skôr než odídeš/Pôjdeme dnes (F. K. Veselý), singl, 2014
- Egon Dust: Kabaret život, album, Dust Syndicate, 2014

### Skupina Egon Dust (spolupracující umělci)
- Laymon – elektrická kytára,
- Peter Rýdzi – bicí, zpěv
- Ondrej Šprtka – baskytara
- Laymon – kytara
- Michal Šprtka – kytara
- Pavol Kravárik – kytara
- Jana Juračková – zpěv
- Danka Pevná – zpěv
- Joseph Steinecker – baskytara
- Jana Juráčková – zpěv
- Lenka Dominová – zpěv
- Martin "Majlo" Štefánik – klávesy, piano
- Lucas Perny – bicí, perkuse (host)